# التنظيم الإقليمي (إندونيسيا)

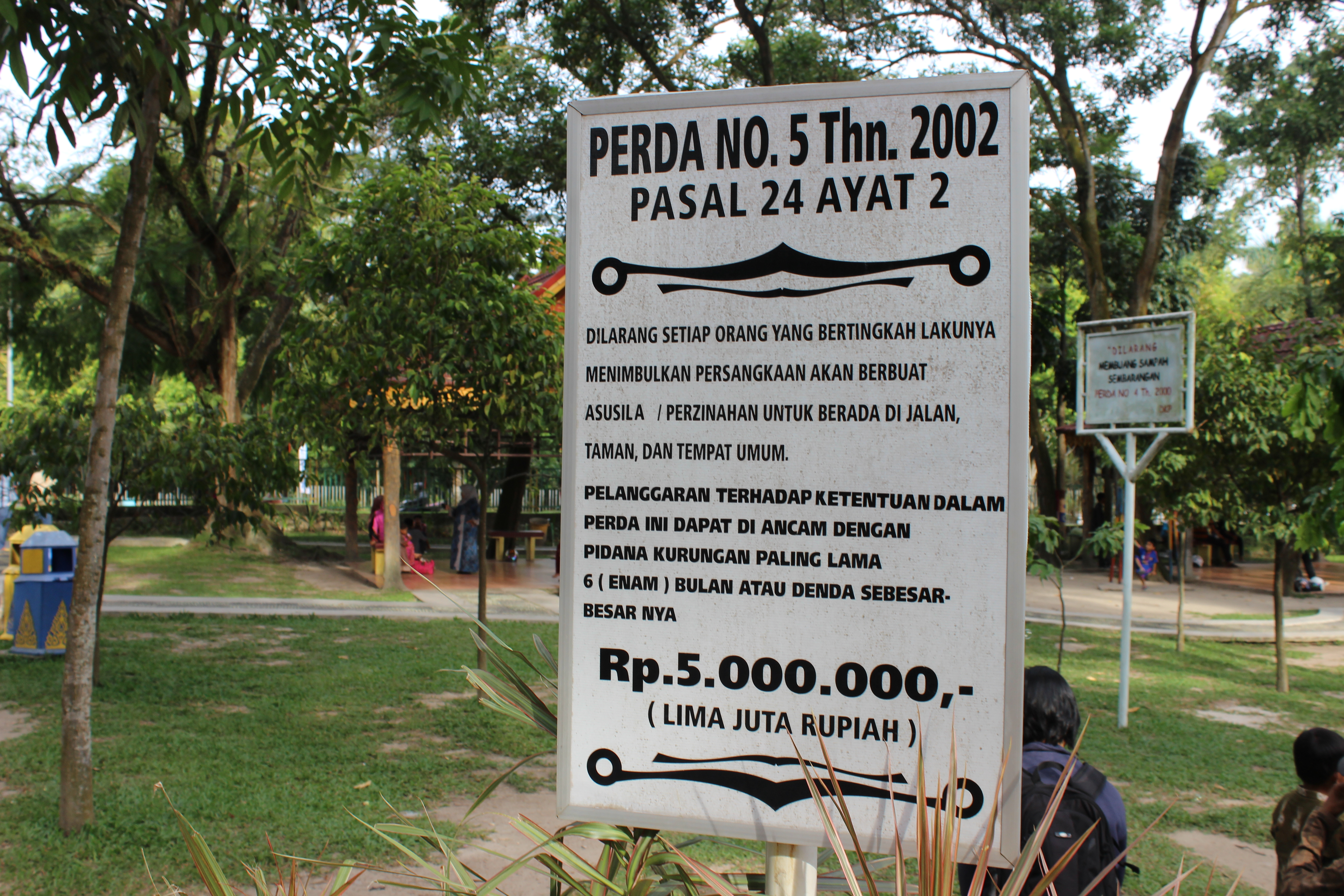
قانون محلي في بيكانبارو، إندونيسيا، يمنع زوار حديقة المدينة من القيام بأعمال غير أخلاقية في الحديقة

التنظيم الإقليمي الإندونيسي (بالإندونيسية: Peraturan Daerah) هي لائحة تمررها الحكومات المحلية الإندونيسية وتحمل قوة القانون في تلك المنطقة. هناك مستويان من اللوائح الإقليمية. تمرر المقاطعات تنظيم المقاطعات، في حين أن التقسيمات الفرعية للطبقة الثانية في إندونيسيا والمعروفة باسم المقاطعات والمدن تمارس التنظيم الإداري وتنظيم المدينة على التوالي. يتم تمرير كل نوع من اللوائح الإقليمية من قبل الهيئة البرلمانية في المنطقة مع الرئيس التنفيذي (الحاكم، الوصي أو العمدة حسب المنطقة).

## التاريخ
كجزء من إصلاحات ما بعد سوهارتو، منحت إندونيسيا المزيد من السلطات للحكومات المحلية. كانت اللا مركزية السلطوية يحكمها إلى حد كبير قانونان صدر في عامي 1999 و2004. هذه القوانين سمحت للحكومات والهيئات التشريعية المحلية بإصدار لوائح إقليمية تحمل قوة القانون، طالما أنها لا تتعارض مع القوانين أو اللوائح الأعلى في التسلسل الهرمي للقوانين.

## التسلسل الهرمي للقوانين
وفقًا للقانون الإندونيسي رقم 12 لعام 2011 تحتل اللوائح الإقليمية أدنى المناصب في التسلسل الهرمي للقوانين في إندونيسيا. تخضع لوائح المقاطعات وفقًا للدستور ومرسوم الجمعية الاستشارية الشعبية أو القانون أو اللوائح الحكومية بدلاً من القانون واللائحة الرئاسية. تحتل لوائح المقاطعات والمدين أدنى منصب، أسفل اللوائح الإقليمية.

## الاختلافات الإقليمية
تشير مقاطعتا آتشيه وبابوا إلى لوائحهما الإقليمية بأسماء خاصة. في آتشيه تُعرف باسم القانون (كلمة عربية) بينما تستخدم بابوا اسم «التنظيم الإقليمي الخاص». بالإضافة إلى ذلك يستخدم القانون في آتشيه أيضًا سن أحكام القانون الجنائي الإسلامي.

## اللوائح الإقليمية البارزة
أقر إقليم آتشه سلسلة من القوانين التي فرضت بعض أحكام الشريعة الإسلامية، بما في ذلك القانون الجنائي الإسلامي. الأحدث الذي صدر في عام 2014 ودخل حيز التنفيذ في عام 2015، يجرم استهلاك وإنتاج المشروبات الكحولية والقمار، ويعاقب أي شخص من يمارس علاقة مع الجنس الآخر ليس زوجًا، أو ارتكاب علاقة حميمية خارج الزواج، ويعاقب على الزنا والجنس والاغتصاب واتهام شخص ما زنا (القذف)، وباللواط، والأفعال السحاقية. تشمل عقوبة الانتهاك العصا والغرامات والسجن.
تتمتع مقاطعة بالي والتي تعد أيضًا جزيرة ومقصد سياحي شهير، بقاعدة إقليمية تحد من ارتفاع المبنى في الجزيرة بأكملها. لا يمكن أن تتجاوز المباني في بالي 15 مترًا، باستثناء الاستثناءات العامة للمرافق العامة. يعتمد الحد الأقصى للارتفاع على ارتفاع أشجار جوز الهند. في عام 2017 قوبلت خطط منتجعات ترامب الترفيهية في بناء فندق جديد مع برج بعديد الاعتراضات، بما في ذلك الانتهاك المحتمل للوائح تقييد الارتفاع.